# Papež Klemen XIII.
Papež Klemen XIII. (rojen kot Carlo della Torre Rezzonico), italijanski rimskokatoliški duhovnik, škof in kardinal, * 7. marec 1693, Benetke, † 2. februar 1769.
Papež je bil med letoma 1758 in 1769.

## Življenjepis

### Poreklo, mladost in šolanje
Carlo della Torre di Rezzonico se je rodil leta 7. marca 1693 v nedavno oplemeniteni beneški družini, drugi od dveh otrok človeka, ki je kupil nedokončano palačo na Velikem kanalu (zdaj Ca' Rezzonico) in dokončal njeno gradnjo. Njegova starša sta bila Giovanni Battista Rezzonico in Vittoria Barbarigo, bratu pa je bio ime Aurelio.
Karel je prejel izobrazbo pri jezuitih v Bologni, pozneje pa je študiral na Univerzi v Padovi, kjer je doktoriral iz kanonskega prava in civilnega prava. Od tam je odpotoval v Rim, kjer je obiskoval ’’Papeško akademijo cerkvenih plemičev’’.
1716 je Rezzonico postal poročevalec Apostolske signature, 1721 pa je bil imenovan za upravnika Fana. V duhovnika je bil posvečen 23. decembra 1731 v Rimu. Papež Klemen XII. ga je leta 1737 imenoval za kardinala-diakona pri San Nicola in Carcere. Zasedal je tudi različna pomembna mesta v Rimski kuriji.
1743 ga je papež imenoval za škofa Padove in mu je v Rimu podelil škofovsko posvečenje papež Benedikt XIV.; soposvečevalca sta bila Giuseppe Accoramboni in kardinal Antonio Gentili. 
Rezzonico je pogosto obiskoval svojo škofijo in preoblikoval način delovanja škofije, pri čemer je bil pozoren na družbene potrebe škofljanov kot prvi v pol stoletja.
Papež ga je povišal v kardinala-duhovnika pri Santa Maria in Aracoeli leta 1747, a 1755 ga je izvolil za kardinala-duhovnika pri San Marco.

### Cerkvena pot
23. decembra 1731 je prejel duhovniško posvečenje.
20. decembra 1737 je bil povzdignjen v kardinala in 27. januarja 1738 je bil imenovan za kardinal-diakona S. Nicola in Carcere.
11. marca 1743 je bil imenovan za škofa Padove in 19. marca istega leta je prejel škofovsko posvečenje.
15. maja 1747 je bil imenovan za kardinal-duhovnika S. Maria in Ara Coeli in 17. februarja 1755 še za S. Marco.

## Papeževanje
6. julija 1758 je bil izvoljen za papeža in 16. julija istega leta je bil ustoličen.

### PodpornikDružbe Jezusove
| Francoski izvirnik | Slovenski prevod |
| --- | --- |
| Clément XIII et son ministre confidentiel, le cardinal Torregiani, avaient pénétré les vues des adversaires de l’ordre public : ils s’y opposérent de toutes leurs forces, mais leurs efforts ne purent sauver l’excistence des Jéséuites ; ils en retardérent seulement la chute pendant la vie du pape. Ce fut sous lui qu’éclatérent la brouilllerie avec la cour de Lisbonne et la persécution de l’ordre. Par s bulle du 7 janvier 1764, ou plutõt 1765, connue sons le nom d’Apostolicam, Clément XIII confirma l’ordre, comme très-saint et très-utile ; mais il ne fit, par lá, qu’augmenter le fanatisme et la fureur de ses adversaires. | Klemen XIII. in njegov zaupni minister, kardinal Torregiani, sta prodrla v poglede nasprotnikov javnega reda: nasprotovala sta jim na vso moč; vendar njuna prizadevanja niso mogla rešiti obstoja jezuitov; le za časa papeževega življenja so upočasnila njihov padec. Pod njim je izbruhnil prepir z lizbonskim dvorom in preganjanje reda. Klemen XIII. je s svojo bulo z dne 7. januarja 1764 ali bolje rečeno 1765, znano pod imenom Apostolicam, potrdil red, kot izredno svet in zelo koristen; vendar je s tem le še povečal zagrizenost in bes njegovih nasprotnikov. |

### Dela
- »Documenta Catholica Omnia« (v latinščini). Cooperatorum Veritatis Societas. Pridobljeno 6. decembra 2011.

## Smrt in spomin

### Spomin

#### Rosa Umbriae
Malahijeva prerokba pravi o Klemenu XIII., da je Umbrijska roža (latinsko Rosa Umbriae; angleško Rose of Umbria).  Nekateri povezujejo to reklo z dejstvom, da je Klemen XIII. razglasil za svetnike nekaj frančiškanov, na katerih red se lahko nanaša to geslo.

### Ocena

#### Položaj Družbe Jezusove
V Kitajskih misijonih so jezuiti pokazali, da so sposobni ponesti Kristusovo oznanilo tudi v tako nedostopno deželo, kot je bila takrat Kitajska. To je po eni strani spodbulo navdušenje in hvalo, po drugi strani pa nevoščljivost in grajo. 
Če spremljamo razvoj dogodkov pazljiveje, zlahka opazimo, da si glede stališč do kitajskih misijonov pravzaprav niti sami papeži niso bili na jasnem in se je zato njihov odnos spreminjal. Nekateri papeži so nove obrede dopuščali, drugi jih trpeli, tretji – med katerimi je bil najkorenitejši Klemen XI., pa so jih izrečno prepovedovali. To omejevanje je nadaljeval tudi Benedikt XIV. kar z dvema bulama in na nek način pomagal trobljenju protiverskih enciklopedistov ter "razsvetljenih" vladarjev: “Družbo Jezusovo je treba zatreti!”
Očitno je namreč, da so bili papeži vedno manj naklonjeni jezuitom. Če spremljamo številna vtikanja velesil in njihovih poglavarjev v papeške volitve. Nekateri papeži so sami verjeli neutemeljenim - deloma tudi utemeljenim očitkom, ki so deževali od raznih strani, kar je imelo za posledico ne le prepovedano uporabo teh ali onih običajev in obredov, ampak skorajšnjo popolno prepoved same Družbe Jezusove (1773).
Skoraj vsi papeži “razsvetljenega” stoletja so nastopali proti jezuitom: celo tisti, ki so pri njih študirali. Takratni vladarji so si prisvojili "pravico", da osporavajo izvolitev kandidata, ki jim ni bil po volji in so to obilno izrabljali tudi z zahtevo, da novi papež ne sme biti naklonjen jezuitom. To se jim je pri izvolitvi Klemena XIII. sicer izjalovilo: vendar lavine, ki jo je sporožilo sovraštvo razsvetljencev, kljub dobri volji ta papež ni mogel več zaustaviti.
Upoštevanja vredne so besede nepristranskega sodobnika in dobrega poznavalca takratnih zdrah, protestantskega zgodovinopisca Schoella v njegovem delu :
| Francoski izvirnik | Nemški prevod | Slovenski prevod |
| --- | --- | --- |
| Vers le milieu du dix-huitième siècle, les révolutionnaires qui visaient á la destruction des monarchies, voulaient avant tout renverser la puissance de l’Église, parce qu’ils savaient que depuis longtemps ses intérêts étaient entièrement liés avec ceux de la puissance monarchique dont, dans des siècles d’ignorance, elle avait souvent été l’ennemie. Mais pour renverser la puissance ecclésiastique, il fallait l’isoler, en lui enlevant l’appui de cette phalange sacrée qui s’était dévouée á la défense du trône pontifical, c’est-á-dire les Jésuites. Telle fut la vraie cause de la haine qu’on voua á cette société. Les imprudences que commirent quelques-uns de ses membres, fournirent des armes pour combattre l’ordre, et la guerre contre les Jésuites devint populaire ; ou plus tôt haïr et persécuter un ordre dont l’existence tenait á celle de la religion catholique et du trône, devint un tiret qui donnait le droit de se dire philosophe. | „Die Umsturzmänner, welche die Zerstörung der Monarchien beabsichtigten, wollten vor allem die Macht der Kirche zugrunde richten. Um dieses auszuführen, mußten sie dieselbe isolieren, indem sie ihr die Stütze jenes geistlichen Kriegsheeres entzogen, welches sich der Verteidigung des päpstlichen Thrones besonders gewidmet hatte, nämlich die Jesuiten. Dieses ist die wahre Ursache des Hasses, den man gegen diese Gesellschaft hegte. Daher gab auch der Haß und die Verfolgung dieses Ordens Anspruch auf das Recht, sich Philosoph zu nennen.“ Die Monarchen, die sich zur Verfolgung und Unterdrückung der Gesellschaft Jesu hergaben, waren also nur die willfährigen Werkzeuge in den Händen der Philosophen zur Zertrümmerung ihrer Throne. | Sredi 18. stoletja so revolucionarji, ki so si prizadevali za uničenje kraljestev, želeli predvsem strmoglaviti oblast Cerkve, saj so vedeli, da so bili njeni interesi že dolgo v celoti povezani z interesi kraljevske oblasti, katera je bila sicer v stoletjih nevednosti pogosto njena sovražnica. Toda da bi strmoglavili cerkveno oblast, jo je bilo treba osamiti in ji odvzeti podporo tistega svetega krdela (=falange), ki se je posvetilo obrambi papeškega prestola, to je jezuitov. To je bil pravi vzrok za sovraštvo, ki je bilo naperjeno proti tej Družbi. Nepazljivosti, ki so jih zagrešili nekateri njeni člani, so dali orožje za boj proti redu in tako je vojna proti jezuitom postala priljubljena; zategadelj je sovraženje in preganjanje reda, katerega obstoj je bil odvisen od katoliške vere in prestola, terjalo naziv, ki je dajal pravico, da se kdo imenuje filozof. |

### Knjige opapežih
(slovensko)
- M. Benedik: Papeži od Petra do Janeza Pavla II., Mohorjeva družba Celje  1989.
- Leto svetnikov I-IV (Maks Miklavčič in Jože Dolenc), Zadruga katoliških duhovnikov v Ljubljani (1968-1973).

(angleško)
- Frazee, Charles A. (2006) [1983]. Catholics and Sultans: The Church and the Ottoman Empire 1453-1923. Cambridge: Cambridge University Press. ISBN 9780521027007.
- Rendina, Claudio (1983). I papi. Storia e segreti. Rome: Netwon & Compton. str. 586–588.
- Wendy J. Reardon: The Deaths of the Popes: Comprehensive Accounts, Including Funerals, Burial Places and Epitaphs. McFarland 2004.
- Richard P. McBrien: Lives of the Popes. San Francisco 2000.

- O'Malley, John W (2009). A History of the Popes: From Peter to the Present. Government Institutes.
- Kelly, J.N.D. (1986). The Oxford History of the Popes. Oxford University Press. ISBN 978-0-19-282085-3.
- George L. Williams: Papal Genealogy: The Families and Descendants of the Popes. McFarland & Company 1998. p. 114 [18][19]
- John N.D. Kelly: Gran Dizionario Illustrato dei Papi, p.700
- Ludwig von Pastor: "History of the Popes vol. XXXIV", London 1941

(nemško)
- Franz Xaver Seppelt–Klemens Löffler: Papstgeschichte von den Anfängen bis zur Gegenwart. Josef Kösel&Friedrich Pustet, München 1933.
- Päpste und Papsttum. Herder Lexikon (=HLP). Redaktion: Bruno Steimar. Herder, Freiburg – Basel – Wien 2016.
- Lexikon für Theologie und Kirche (=LThK) I-X, 2.völlig neu bearbeitete Auflage, Herder, Freiburg – Basel – Wien 1957-1967.
- A. Ender: Die Geschichte der Katholischen Kirche, Denziger, Einsiedeln-Waldshut-Köln (Denziger Brothers NewYork-Cincinnati-Chicago) 1900.
- August Franzen: Pregled povijesti Crkve, Prevedel Josip Ritig, Kršćanska sadašnjost – Glas koncila, Zagreb 1970. (Izvirnik v nemščini: A. Franzen: Kleine Kirchengeschichte, Herder-Bücherei Bd. 237/238. Freiburg i. B. 1968, Druga pregledana in dopolnjena izdaja).

(italijansko)
- Gaetano, Moroni (1811). »volume 2«. Dizionario di erudizione storico-ecclesiastica da San Pietro sino ai nostri giorni. Tipografia Emiliana Venezia.
- Rendina, Claudio (1993). I papi. Storia e segreti (v italijanščini). Rome: Newton Compton. ISBN 9788854132603.
- Francesco Gligora, Biagia Catanzaro, Edmondo Coccia: I papi della Chiesa. Da San Pietro a Francesco. Armando Editore, Roma 2013.
- Juan María Laboa: La storia dei papi. Tra il regno di Dio e le passioni terrene. Jaca Book, Milano 2007. (Historia de los Papas. Entre el reino de Dios y las pasiones terrenales. Iz španščine prevedli: Antonio Tombolini, Emanuela Villa, Anna Serralunga).
- Biagia Catanzaro, Francesco Gligora: Breve Storia dei papi, da San Pietro a Paolo VI. Istituto enciclopedico universale, Padova 1975.
- Piero Bargellini: Mille Santi del giorno. Vallecchi, Firenze 10.izd. 2000, ponatis 2007.
- John N.D. Kelly, Gran Dizionario Illustrato dei Papi, Casale Monferrato (AL), Edizioni Piemme S.p.A., 1989, ISBN 88-384-1326-6

(madžarsko)
- Ferenc Chobot: A pápák története. Pátria, Rákospalota 1909.
- Jenő Gergely (1982). A pápaság története. Kossuth könyvkiadó, Budimpešta. str. 456. ISBN 963 09 1863 3.
- Gergely Jenő: A pápaság története. Kossuth Könyvkiadó, 1982. ISBN 963-09-1863-3
- Konrád Szántó OFM:  A katolikus Egyház története (1. in 2. del). Ecclesia, Budapest 1983 in 1985.
- B. Bangha: Katolikus lexikon I-IV, A magyar kultúra kiadása, Budapest 1931–1933.

(francosko)
- John Norman Davidson Kelly: Dictionaire des papes. Brepols 1996.
- Frédéric Schoell: Cours d'histoire moderne des États européens, Paris, 1830-1834, en 46 volumes.
- Schoell, Maximilien Samson Frédéric (1834). »46 knjig (44. knjiga)«.  V Duncker et Humblot Berlin, A. Pihan de la Forest Paris (ur.). Cours d’histoire des états européens, depuis le rouleversement de l’empire Romain d’occident jusqu’en 1789. Librairie Gide Paris.